# A salemi boszorkányok (film, 1996)
A salemi boszorkányok (eredeti cím: The Crucible) egy 1996-ban bemutatott amerikai történelmi drámafilm, amelyet Nicholas Hytner rendezett, és Arthur Miller 1953-as azonos című színdarabja alapján készült. A film főszereplői Daniel Day-Lewis, Winona Ryder, Paul Scofield, Joan Allen, Bruce Davison és Karron Graves.

## Cselekmény
1692-ben, Salemben, egy csoport falusi lány a rabszolga, Tituba vezetésével gyűlik össze az erdőben, hogy szerelmi varázslatokat idézzenek meg. Abigail Williams megöl egy csirkét és megissza a vérét, kívánva, hogy John Proctor felesége, Elizabeth Proctor meghaljon. Amikor Abigail nagybátyja, Samuel Parris tiszteletes rajtakapja őket, a lányok elmenekülnek, de Parris lánya, Betty Parris összeesik és eszméletlen marad.
Betty nem tér magához, és ugyanígy jár Thomas és Ann Putnam lánya, Ruth Putnam, aki szintén varázsolt. Giles Corey, aki gyanítja, hogy a gyerekek csak színlelnek, és John Proctor, akinek viszonya volt Abigaillel, ellátogatnak a Parris-házhoz. Mivel Parris és a Putnam házaspár úgy véli, hogy Betty és Ruth démoni megszállás alatt vannak, meghívják a közeli Beverly városból érkező John Hale tiszteletest Betty megvizsgálására. Hogy megvédje magát és a többi lányt a büntetéstől, Abigail boszorkánysággal vádolja Titubát. Titubát megkorbácsolják, ezért vallomást tesz, hogy látta az ördögöt, és így megmenekül az akasztástól. A hatalom ízétől megrészegülve a lányok számos más nőt is boszorkánysággal kezdenek vádolni, köztük Elizabeth Proctort is, akit állítólag "láttak" az ördöggel.
John el akarja felejteni az Abigaillel való viszonyát, és helyrehozná kapcsolatát Elizabeth-tel. Úgy dönt, hogy megállítja Abigail vádaskodását, és megkéri szolgálóját, Mary Warrent – aki szintén az egyik "megszállott" lány –, hogy tanúskodjon a tárgyaláson, és fedje fel, hogy a boszorkányság csupán színlelés volt. A bíróságon Francis Nurse egy listát ad át azokról, akik kiálltak a vádlottak mellett; a bírák elrendelik, hogy a listán szereplőket tartóztassák le és hallgassák ki. Giles Corey kitart amellett, hogy amikor Ruth megvádolta Rebecca Nurse-t, Mr. Putnam azt mondta Ruthnak, hogy ezzel egy "szép földbirtokot" szerzett neki. Mivel Giles nem hajlandó megnevezni, ki hallotta ezt, a bírák elrendelik az ő letartóztatását is. Mary Warren először állítja, hogy csak képzelte a szellemeket, de később a többi lány megfélemlíti, és visszavonja vallomását. Elizabeth bejelenti, hogy terhes, ezért halálbüntetését elhalasztják a gyermek születéséig, de John továbbra is kitart amellett, hogy a lányokat hamis tanúzás miatt vád alá kell helyezni.
A lányokat behívják, hogy valljanak a boszorkányság ügyében, ám sikoltozni kezdenek, hogy Mary Warren megbabonázza őket. Hogy bizonyítsa Abigail bűnösségét, John bevallja, hogy viszonya volt vele, és azt állítja, hogy Abigail Elizabeth megvádolásával csupán el akarta távolítani őt, hogy maga John felesége lehessen. Abigail tagadja az ügyet, így Elizabeth-et hívják be, hogy igazolja azt. Nem tudva, hogy John már bevallotta a viszonyt, és hogy megóvja férje hírnevét, Elizabeth hazudik. Miközben Hale tiszteletes megpróbálja meggyőzni a bíróságot John őszinteségéről, a lányok ellenük fordítják a tárgyalást, sikoltozva azt állítva, hogy Mary Warren "sárga madárként" támad rájuk. John továbbra is azzal vádolja a lányokat, hogy csupán színlelnek, de ők kirohanva az épületből a közeli tóba vetik magukat a "madár" elől. Hogy megmentse magát az akasztástól, Mary Warren boszorkánysággal vádolja Johnt. Amikor megkérdezik, visszatér-e Istenhez, John kétségbeesetten kiáltja: "Azt mondom, Isten halott!", ezért boszorkánynak nyilvánítják és letartóztatják.
Az akasztása előtti napon Hale tiszteletes szembesíti Abigailt a házakkal, amelyeket az általa tett vallomások miatt elhagytak. Mivel Hale volt az egyetlen hivatalos személy, aki kételkedett Abigail állításaiban, Abigail megpróbálja meggyőzni a bíróságot arról, hogy Hale felesége is boszorkány. Azonban ez visszafelé sül el, mivel a bírák kételkednek benne, hiszen egy tiszteletes felesége szerintük makulátlan kell legyen. Végül a lányok kitaszítottá válnak, és Abigail ellopja Parris pénzét, hogy Barbadosba meneküljön. Mielőtt elindulna, arra kéri Johnt, hogy menjen vele, azt állítva, soha nem akarta, hogy ez történjen vele. John visszautasítja, kijelentve: "Nem egy hajón találkozunk újra, hanem a pokolban."
Parris attól fél, hogy John kivégzése zavargásokat vált ki ellene, ezért megengedi Elizabeth-nek, hogy találkozzon férjével, hogy rávegye őt a "vallomásra", ezzel megmentve az életét. John beleegyezik és leírja vallomását. A bírák ragaszkodnak hozzá, hogy aláírja és nyilvánosan kiakaszthassák, bizonyítva ezzel bűnösségét és másokat is vallomásra ösztönözve. John azonban, hogy megőrizze tisztességét fiai számára, dühösen kiáltja: "Hagyjátok meg a nevemet!", és összetépi a papírt. Az akasztófa alatt John, Rebecca Nurse és Martha Corey együtt mondják a Miatyánkot, de imájukat félbeszakítják, amikor kivégzik őket.
A záró felirat jelzi, hogy a salemi boszorkányperek végül véget értek, miután tizenkilenc embert kivégeztek, akik nem voltak hajlandók hamis vallomásokkal menteni magukat.

## Szereplők
| Karakter             | Színész            | Magyar hang     |
| -------------------- | ------------------ | --------------- |
| John Proctor         | Daniel Day-Lewis   | Kálid Artúr     |
| Abigail Williams     | Winona Ryder       | Kiss Eszter     |
| Thomas Danforth bíró | Paul Scofield      | Végvári Tamás   |
| Elizabeth Proctor    | Joan Allen         | Vándor Éva      |
| Parris tiszteletes   | Bruce Davison      | Rosta Sándor    |
| Hale tiszteletes     | Rob Campbell       | Benkő Péter     |
| Thomas Putnam        | Jeffrey Jones      | Orosz István    |
| Giles Corey          | Peter Vaughan      | Horkai János    |
| Mary Warren          | Karron Graves      | Zsigmond Tamara |
| Tituba               | Charlayne Woodard  | Kocsis Mariann  |
| Ann Putnam           | Frances Conroy     | Zsurzs Kati     |
| Rebecca Nurse        | Elizabeth Lawrence | Kassai Ilona    |
| Samuel Sewall bíró   | George Gaynes      | Buss Gyula      |
| Martha Corey         | Mary Pat Gleason   |                 |
| Hathorne bíró        | Robert Breuler     | Rudas István    |
| Betty Parris         | Rachael Bella      | Molnár Ilona    |
| Ruth Putnam          | Ashley Peldon      | Dögei Éva       |
| Francis Nurse        | Tom McDermott      |                 |
| Ezekiel Cheever      | John Griesemer     | Németh Gábor    |
| Marshal Herrick      | Michael Gaston     |                 |
| George Jacobs        | William Preston    |                 |
| Dr. Griggs           | Peter Maloney      | Pataki Imre     |

## Háttér
1952-ben Arthur Miller közeli barátja, Elia Kazan filmrendező tanúskodott a House Un-American Activities Committee előtt, több személyt megnevezve, mint a Kommunista Párt tagját. Ez a tett mélyen érintette Millert, és feszültséget okozott kettejük között. A politikai légkör és a HUAC vizsgálatai hatására Miller Salembe, Massachusetts államba utazott, hogy kutassa az 1692-es boszorkánypereket. Ez a kutatás végül a The Crucible megszületéséhez vezetett, amely 1953. január 22-én mutatkozott be a Broadway-n, a Beck Theatre-ben. A darab allegóriaként szolgált a McCarthyizmus számára, párhuzamot vonva a 17. századi boszorkányüldözések és az 1950-es évek kommunista paranoia között.
A darab bemutatását követően Miller maga is a HUAC célkeresztjébe került. 1954-ben megtagadták tőle az útlevelet, így nem tudott részt venni a The Crucible londoni premierjén. Később a Kongresszus megsértése miatt elítélték, mert nem volt hajlandó megnevezni a vélt kommunista tevékenységekben érintett személyeket. Ez 500 dolláros pénzbírságot és egy 30 napos felfüggesztett börtönbüntetést eredményezett, amelyet végül fellebbezés után eltöröltek.
Bár a darab kezdetben vegyes fogadtatásban részesült, mára Miller egyik legmaradandóbb művévé vált, amelyet világszerte gyakran újra bemutatnak. 1962-ben Robert Ward operává adaptálta, amely elnyerte a Pulitzer-díjat zenemű kategóriában.

### Történelmi pontatlanságok
A film számos pontatlanságot megtartott, amelyeket már az eredeti darab is tartalmazott. Különböző karakterek életkorát megváltoztatták, például Abigail Williams idősebb, míg John Proctor fiatalabb lett, noha a valóságban körülbelül 12 és 60 évesek voltak. Akárcsak a darabban, a film is megalkotta kettejük kapcsolatát, amely valójában nem létezett. Egyes karaktereket és eseményeket összevontak, például Thomas Danfortht úgy ábrázolják, mint aki vezeti a pereket, holott nem dokumentálták, hogy valóban ezt tette volna. Emellett egyes tárgyalásokat és ítéleteket, például Proctor, Martha Corey és Rebecca Nurse pereit, egybefésülték a filmben.

## Gyártás
A film forgatása Massachusetts és Új-Skócia területén zajlott 1995. szeptember 11. és november 18. között. A produkciót a 20th Century Fox forgalmazta, és 1996. november 27-én mutatták be az Egyesült Államokban.

## Fogadtatás
A film kereskedelmi szempontból nem volt sikeres, mindössze 7,3 millió dolláros bevételt ért el a 25 millió dolláros költségvetés ellenére. Ennek ellenére a kritikusok pozitívan fogadták, különösen Daniel Day-Lewis, Winona Ryder, Paul Scofield és Joan Allen alakítását dicsérték. A film versenyzett az Arany Medve díjért a 47. Berlini Nemzetközi Filmfesztiválon, és több díjra jelölték, köztük a Golden Globe-díjra és az Oscar-díjra.

## Díjak és jelölések
- 69. Oscar-díj – Joan Allen jelölése a legjobb női mellékszereplő kategóriában
- 54. Golden Globe-díj – Paul Scofield és Joan Allen jelölése
- 50. Brit Akadémiai Filmdíj – Paul Scofield nyerte a legjobb férfi mellékszereplő díját
- BAFTA-díj – Arthur Miller jelölése a legjobb adaptált forgatókönyv kategóriában

## Fordítás
Ez a szócikk részben vagy egészben  a   The_Crucible_(1996_film) című angol Wikipédia-szócikk fordításán alapul.  Az eredeti cikk szerkesztőit annak laptörténete sorolja fel. Ez a jelzés csupán a megfogalmazás eredetét és a szerzői jogokat jelzi, nem szolgál a cikkben szereplő információk forrásmegjelöléseként.